# Manfried Scheithauer
Manfried Scheithauer  (geboren 1936 in Freiwaldau, Okres Frývaldov, Tschechoslowakei) ist ein deutscher Grafiker.

## Leben
Manfried Scheithauer lernte zunächst den Beruf des Werkzeugmachers und wurde dann später Berufsschullehrer. In den 1960er-Jahren wurde er in die Förderklasse Graphik des damaligen Schweriner Bezirkskabinetts für Kulturarbeit aufgenommen. Hier erlernte er unter der Leitung von Karlheinz Effenberger, später von Winfried Wolk und Thea Kowar die Techniken des Hoch- und Tiefdrucks sowie verschiedene Montagetechniken. Seit 1965 lebte mit seiner Familie in Mühlengeez bei Güstrow. 1975 erwarb er seinen Abschluss als Diplomlehrer für Kunsterziehung an der Ernst-Moritz Arndt-Universität in Greifswald. Bis 1987 war Manfried Scheithauer als Lehrer, später auch mehrere Jahre als Schulleiter in Prüzen bei Güstrow tätig. Von 1987 bis 1992 leitete er die Gertrudenkapelle der Ernst-Barlach-Gedenkstätte in Güstrow. Das grafische Gestalten Scheithauers konzentriert sich im Wesentlichen auf den Holzschnitt und den Holzriss. Im Jahr 2008 entstand eine Folge von 15 Farbholzrissen zum Drama Der blaue Boll von Ernst Barlach.  Zum vielseitigen graphischen Gesamtwerk Manfried Scheithauers gehören darüber hinaus auch Bücher und Buchgestaltungen. Seit 2013 lebt er mit seiner Ehefrau Gisela Scheithauer in Güstrow.

## Ausstellungen
- 1981 – Reich und schön ist unser Leben – 3. Bezirksausstellung des bildnerischen Volksschaffens Schwerin[5]
- 1987 – Bei uns auf dem Lande. Aus dem Bildnerischen Volkskunstschaffen des Bezirkes Schwerin aus vier Jahrzehnten, Agrarhistorisches Freilichtmuseum Schwerin-Mueß[6]
- 2011 – Ernst-Moritz-Arndt-Gesellschaft[7]
- 2016 – Manfried Scheithauer. Zwischen 70 und 80: ZEICHNUNGEN & DRUCK-SACHEN,  Städtische Galerie Wollhalle Güstrow[3]
- 2017 – Grafik Nord 04, Grafikausstellung Mecklenburg-Vorpommern, Rostock_GALERIE AURIGA[8]
- 2017 – Manfried Scheithauer – Verwandlungen, Krummes Haus Bützow[9]
- 2017 – Zeichnungen & Holzdrucke von Manfried Scheithauer, Landesamt für Umwelt, Naturschutz und Geologie Mecklenburg-Vorpommern (Güstrow)[10]
- 2019 – Grafik_Nord 06, Grafikausstellung Mecklenburg-Vorpommern[11]
- 2019 – Skulptur und Graphik von Wolfgang Römer und Manfried Scheithauer, Galerie Berger Schwerin[12]
- 2020 – Zeichnungen und Holzdrucke von Manfred Scheithauer, Kloster Rühn[13]
- 2022 – Kunstvolle „Verwandlungen“ von Manfried Scheithauer, Galerie Hinter dem Rathaus Wismar[14]
- 2022 – Scheithauer-Ausstellung in der Galerie 21 (Güstrow)[15]
- 2022 – Manfried Scheithauer – Verwandlungen, Kunstgalerie „ebe“, Parchim[16]
- 2022 – GRAFIK_NORD 09, Forum für künstlerische Druckgrafik[17], GALERIE DER BURG NEUSTADT-GLEWE